# Stephen McCole
Stephen McCole é um ator escocês. Também é conhecido por interpretar o tenente Frederick "Moose" Heyliger na série Band of Brothers.
McCole também estrelou em 2008 a comédia Stone of Destiny. Antes de High Times, McCole apareceu em The Young Person's Guide to Becoming a Rock Star (1998), The Acid House (1998), Postmortem (1998) e a minissérie de 2003 da BBC A Chave.
Em 2005, McCole dirigiu a comédia Electric Blues, escrita por Paul McCole.

## Filmografia
| Actor    | Actor                                            | Actor                        | Actor      |
| Ano      | Filme                                            | Personagem                   | Notas      |
| -------- | ------------------------------------------------ | ---------------------------- | ---------- |
| 1997     | Dead Eye Dick                                    | Joe                          |            |
| 1997     | Orphans                                          | John                         |            |
| 1998     | Rushmore                                         | Magnus Buchan                |            |
| 1998     | The Acid House                                   | Boab (The Granton Star Case) |            |
| 1998     | Postmortem                                       | George Statler Jr.           |            |
| 1998     | My Name Is Joe                                   | Mojo                         |            |
| 1998     | The Young Person's Guide to Becoming a Rock Star | Wullie Macboyne              |            |
| 2000     | Complicity                                       | Al                           |            |
| 2000     | Clean                                            |                              |            |
| 2001     | Last Orders                                      | Young Vince                  |            |
| 2002     | The Magdalene Sisters                            | Young Man in Car             |            |
| 2003     | The Key (série de TV)                            | Danny                        | BBC One TV |
| 2004     | High Times (série de TV)                         | Rab                          | STV        |
| 2005     | At the End of the Sentence                       | Sue                          |            |
| 2007     | Kitchen                                          | Policeman                    | (TV)       |
| 2008     | Stone of Destiny                                 | Gavin Vernon                 |            |
| 2009     | Crying with Laughter                             | Joey Frisk                   |            |
| Director |                                                  |                              |            |
| Ano      | Título                                           | Gênero                       | Notas      |
| 2004     | Electric Blues                                   |                              |            |